# Jourgnac
Jourgnac ist eine französische Gemeinde in der Region Nouvelle-Aquitaine, im Département Haute-Vienne, im Arrondissement Limoges und im Kanton Aixe-sur-Vienne. Die Bewohner nennen sich Jourgnacois. Die Nachbargemeinden sind Bosmie-l’Aiguille im Norden, Condat-sur-Vienne im Nordosten, Solignac und Le Vigen im Osten, Saint-Maurice-les-Brousses im Südosten, Nexon im Süden, Meilhac im Westen und Burgnac im Nordwesten.

## Bevölkerungsentwicklung
| Jahr      | 1962 | 1968 | 1975 | 1982 | 1990 | 1999 | 2008 | 2013 |
| --------- | ---- | ---- | ---- | ---- | ---- | ---- | ---- | ---- |
| Einwohner | 458  | 499  | 452  | 568  | 708  | 756  | 991  | 1064 |

## Sport
Im Jahr 2023 führte die Tour de France auf der 8. Etappe durch Jourgnac. Auf der D11 wurde bei Masmont mit der Côte de Masmont (353 m) eine Bergwertung der 4. Kategorie abgenommen. Diese sicherte sich der Franzose Anthony Turgis.

## Sehenswürdigkeiten
- Kirche Saint-Pierre-ès-Liens
- Kleines Schloss, heute in privatem Besitz